# Jason Estrada
Jason Moses Estrada (* 30. November 1980 in Providence, Rhode Island, USA), auch „Big Six“ genannt, ist ein US-amerikanischer Schwergewichtsboxer. Seine Eltern stammen aus der Dominikanischen Republik.

## Amateur
Estrada dominierte die höchste Gewichtsklasse der Amateure, das Superschwergewicht, in den USA von 2001 bis 2003 und gewann in diesem Zeitraum drei Mal in Folge die US-amerikanische Meisterschaft im Superschwergewicht. Bei der WM 2001 unterlag er Pedro Carrión.
Im Jahr 2003 gelang ihm sein größter Erfolg als Amateurboxer, als er die Panamerikanischen Spiele in Santo Domingo in der höchsten Gewichtsklasse gewinnen konnte, er setzte sich dabei im Finale nach Punkten gegen den Kubaner Michel López durch. Seine nicht ganz vollständige Amateurbilanz liegt bei 261-14, er gibt jedoch an, schon geboxt zu haben, bevor die Ergebnisse notiert wurden.
In der Vorbereitung zu den Olympischen Spielen 2004 verletzte er sich aber am Fuß, ging recht unaustrainiert und deutlich übergewichtig ins Turnier. Nach einem Sieg über Ma'afu Hawke aus Tonga verlor er im Viertelfinale gegen seinen Ex-Gegner López Nuñez.

## Profi
Im Anschluss an die Olympischen Spiele wurde Estrada 2004 Profi, zeigte gegen Aufbaugegner zunächst dominantes Boxen, aber trotz eines für seine Größe beachtlichen Körpergewichts wenig Schlagkraft.
2006 trat er in seinem erst sechsten Kampf gegen den bekannten Kubaner Yanqui Diaz an, der Juan Carlos Gómez durch K. o. besiegt hatte. Der Kampf wurde nach einem unglücklichen Zusammenprall der Köpfe in der ersten Runde abgebrochen und nicht gewertet.
Im November 2006 musste er dann gegen den zu diesem Zeitpunkt ebenfalls noch ungeschlagenen Travis Walker in einem achtründigen Kampf eine Niederlage hinnehmen. Wieder war er mit mehr als 116 kg stark übergewichtig in den Ring gestiegen und verlor den Kampf nach Punkten. Anschließend gelang ihm bis 2009 eine Serie von acht Siegen in Folge, wobei er unter anderem Charles Shufford und Lance Whitaker schlug, bis er am 4. April 2009 in Düsseldorf dem Russen Alexander Powetkin über zehn Runden nach Punkten unterlag.
In seinem nächsten Kampf gelang ihm im September 2009 gegen den 39-jährigen Veteranen Zuri Lawrence mit einem technischen K. o.-Erfolg in der siebten Runde einer seiner seltenen vorzeitigen Siege. Am 6. Februar 2010 trat Estrada dann gegen den Polen Tomasz Adamek an und verlor gegen den ehemaligen Weltmeister im Halbschwer- und Cruisergewicht über zwölf Runden nach Punkten.